# Tarchały Wielkie (przystanek kolejowy)
Tarchały Wielkie – przystanek osobowy w Tarchałach Wielkich, w Polsce, w województwie wielkopolskim, w powiecie ostrowskim, w gminie Odolanów. Przystanek został otwarty w dniu 10 października 1909 roku. Położony jest na linii kolejowej z Ostrowa Wielkopolskiego do Grabowna Wielkiego.

## Ruch pasażerski
| Rok  | Wymiana pasażerska na dobę |
| ---- | -------------------------- |
| 2017 | 0-9                        |
| 2022 | 10-19                      |